# Ангольско-российские отношения
Ангольско-российские отношения — отношения между двумя странами, Республикой Ангола и Российской Федерацией. Дипломатические отношения были установлены в день провозглашения независимости Анголы – 11 ноября 1975 года. 

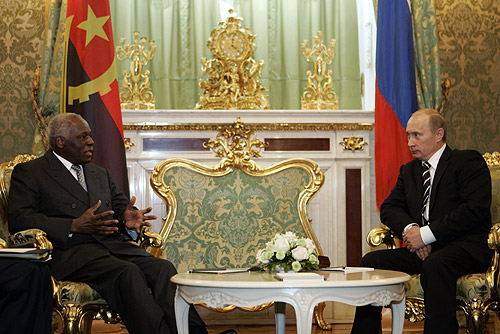
Президент России Владимир Путин и президент Анголы Жозе Эдуарду душ Сантуш 31 октября 2006 года

## История
Советско-ангольские отношения были напряжёнными время от времени в течение 1980-х годов, отчасти потому, что Ангола стремилась улучшить отношения с Соединёнными Штатами.
В октябре-ноябре 2006 года состоялся официальный визит президента в Анголу. Россия имеет посольство в Луанде. Ангола имеет посольство в Москве и почётное консульство в Санкт-Петербурге.
Важное значение для активизации отношений с Анголой имел официальный визит Председателя Правительства Российской Федерации в Луанду 16 марта 2007 года. В ноябре 2010 года Россия и Ангола отметили 35-летие установления дипломатических отношений.
При участии России в октябре 2022 года в рамках масштабного проекта по созданию в Анголе системы спутниковой связи и вещания был запущен ангольский спутник «Ангосат-2» (см. Ангосат-1).
В январе 2023 года глава МИД РФ Сергей Лавров посетил Анголу в рамках турне по Африке.